# 73534 Liviasavioli
73534 Liviasavioli è un asteroide areosecante. Scoperto nel 2003, presenta un'orbita caratterizzata da un semiasse maggiore pari a 2,2059908 au e da un'eccentricità di 0,2710951, inclinata di 6,63160° rispetto all'eclittica.